# Nieskończenie duże
Nieskończenie duże – podzbiór ciała uporządkowanego {\displaystyle {\mathfrak {F}}:=(\mathbb {F} ,+,\cdot ,0,1,<)} zdefiniowany jako zbiór tych elementów ciała, które są większe od dowolnej liczby „naturalnej” tego ciała (czyli liczby powstałej z sumowania elementu neutralnego działania multyplikatywnego ciała {\displaystyle {\mathfrak {F}}}), czyli zbiór:
{\displaystyle \Psi :=\{x\in \mathbb {F} :\forall _{n\in \mathbb {N} }\ |x|>n\}.}
Ponieważ w każdym ciele uporządkowanym porządek jest liniowy oraz istnieją liczby „naturalne” (w sensie opisanym powyżej), to da się również zdefiniować zbiór liczb nieskończenie dużych {\displaystyle \Psi .}

## Ciało liczb rzeczywistych
W ciele liczb rzeczywistych {\displaystyle {\mathfrak {R}}:=(\mathbb {R} ,+,\cdot ,0,1,<),} jak i w każdym ciele archimedesowym, nie istnieją liczby nieskończenie duże, tzn. {\displaystyle \Psi =\emptyset }.

## Ciało liczb hiperrzeczywistych
W ciele liczb hiperrzeczywistych {\displaystyle {\mathfrak {R}}^{*}:=(\mathbb {R} ^{*},\oplus ,\odot ,0^{*},1^{*},\prec )} zbiór liczb nieskończenie dużych to
{\displaystyle \Psi :=\{x\in \mathbb {R} ^{*}:\forall _{n\in \mathbb {N} }\ |x|\succ n^{*}\}}.
Hiperrzeczywistych liczb nieskończenie dużych jest nieskończenie wiele, do zbioru {\displaystyle \Psi } należy np. liczba {\displaystyle [(n)_{n=1}^{\infty }]}, a liczba odwrotna do liczby nieskończenie dużej jest nieskończenie mała.